# Thinking at the Edge
Thinking at the Edge (TAE) ist eine allgemeine Kreativitätstechnik, die von Eugene T. Gendlin und seinen Kolleginnen Teresa Dawson, Mary Hendricks und Kye Nelson aus der speziellen Focusing-Methode entwickelt wurde. Während Focusing zur Selbsthilfe bei der Lösung persönlicher Probleme anleitet, kann TAE universell zur Ideenfindung eingesetzt werden.
Das bei allen Kreativitätstechniken zu beobachtende tastende Denken vom Diffusen zum Konkreten führte zur Namensgebung (englisch edge ‚Rand, Schwelle‘). Wie alle Techniken  hat TAE das Ziel, das in jedem Menschen verborgene Wissen (implizites Wissen) nutzbar zu machen, wobei durch die focusing-orientierte Vorgehensweise auch das verkörperte Wissen erschlossen werden soll.

## Historische Entwicklung
Die beim Focusing gesammelten Erfahrungen führten zu der Überzeugung, dass das körperbezogene Verfahren auch zur Lösung von Sachfragen hilfreich sein könnte. Vorläufer des Thinking at the Edge ist ein Seminar zur Theoriekonstruktion, das Gendlin in den 1990er Jahren an der University of Chicago geleitet hat. In den Folgejahren wurde die Methode weiterentwickelt. Ergebnis ist eine Einführung, die als PDF-Datei zur Verfügung steht. Daneben wurde eine schriftliche Anleitung zu den einzelnen Schritten verfasst, die in mehreren Sprachen zugänglich ist.

## Anwendung
Ausgehend von ersten Erprobungen von TAE an Studenten der Universität von Chicago ist die Methode bis heute vor allem unter Geisteswissenschaftlern bekannt. Beispielsweise bietet die University of East Anglia Kurse in TAE an, zu deren Vorbereitung die Lektüre des gendlinschen Grundlagenbuches Focusing empfohlen wird. Die Methode kommt auch in anderen Bereichen der Sozialwissenschaften zum Einsatz.
TAE ist jedoch nicht auf den Einsatz im Hochschulbereich beschränkt. Gendlin betont, dass TAE zusammen mit Focusing eine Praxis für Leute im Allgemeinen ist.

„Sie brauchen nicht alle eine Theorie mit formalen, logisch verbundenen Begriffen aufzubauen.
Denken und sich ausdrücken sind sozial lebenswichtige Praktiken.“

## Methodik und Kritik
Die TAE-Anleitungen sind für den partnerschaftlichen Focusing-Prozess geschrieben, bei dem die Beteiligten sich gegenseitig unterstützen. Während eine Person ungestört ihre Ideen entwickelt, schreibt die andere Person mit, ohne zu kommentieren oder zu werten. Das Protokoll dient als Vorlage zur weiteren Entwicklung im Sinne des Selbstmanagements und des persönlichen Wissensmanagements.
Wer den Focusing-Prozess nicht kennt, kann professionell geleitete Kurse besuchen, in denen die Grundlagen von Focusing und TAE vermittelt werden. Die eigentliche Übung zur Ideenfindung erfolgt zu zweit entsprechend den schriftlichen Anleitungen von Gendlin. Focusing-erfahrene Menschen setzen TAE ohne fremde Hilfe ein, genau wie Focusing.
Da TAE Vertrautheit mit Focusing voraussetzt, ist der spontane Einsatz von TAE unter Nicht-Geübten erschwert. Deshalb wurden in den letzten Jahren einige Anstrengungen unternommen, die Grundprinzipien des TAE in spielerischer Form leichter zugänglich zu machen. Beispiele hierfür sind die Tools Thetaland und Freiraum-Kompass, erschienen im ZKS-Verlag für psychosoziale Medien.